# 黑色百人团

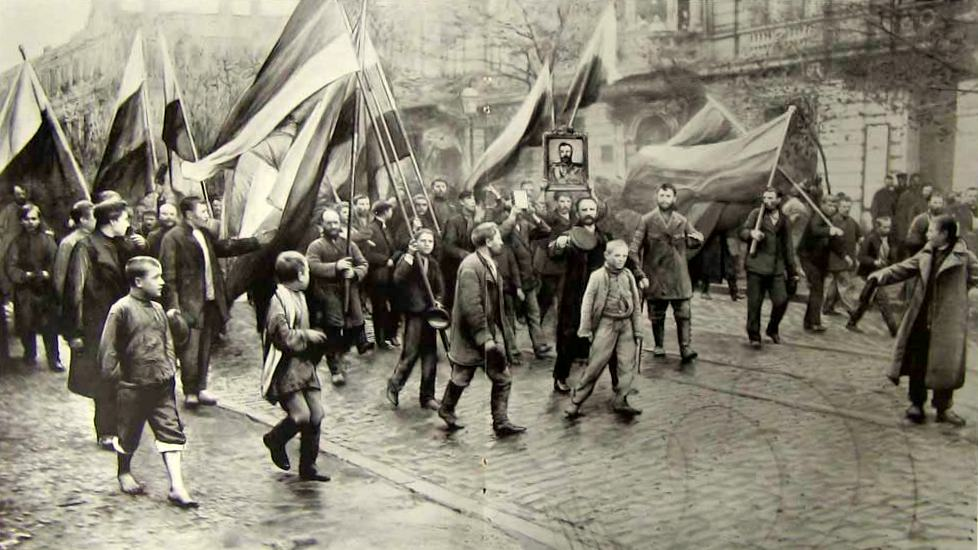
黑色百人团支持者的游行

黑色百人团（俄语：Черносотенцы）是20世纪初俄罗斯的一个君主主义、极端民族主义运动团体。该组织是罗曼诺夫皇室坚定的支持者，认为皇室统治不应该有任何退让。黑色百人团以极端的俄罗斯民族优越学说、仇外、反犹太主义和煽动反犹骚乱而著称。
1907年以后，黑色百人团的因组织分裂而被削弱，在1917年俄国革命和后来的俄国内战中，黑色百人团加入白军，继续从事反犹太运动。在犹太人问题的最终解决方案上，黑色百人团主张进行种族清洗和大屠杀，后来纳粹党的反犹主义思想颇受此影响。
苏维埃政权成立以后，黑色百人团与资产阶级、东正教教会都是布尔什维克的镇压对象，从此以后黑色百人团逐渐消失。苏联解体后，俄罗斯的新纳粹主义团体也受到黑色百人团思想的影响。

## 外部連結
- Black Hundreds Live Again, news article on the celebrations of the Black Hundreds' 100th anniversary in Russia